# Hostomice (ort i Tjeckien, Mellersta Böhmen)
Hostomice är en stad i Tjeckien.   Den ligger i regionen Mellersta Böhmen, i den centrala delen av landet, 40 km sydväst om huvudstaden Prag. Hostomice ligger 367 meter över havet och antalet invånare är 1 491.
Terrängen runt Hostomice är kuperad söderut, men norrut är den platt.Runt Hostomice är det ganska glesbefolkat, med 38 invånare per kvadratkilometer. Närmaste större samhälle är Příbram, 15,2 km söder om Hostomice. I omgivningarna runt Hostomice växer i huvudsak blandskog.